# راهبرد نظامی
راهبرد نظامی یا استراتژی نظامی، سیاستی است که سازمان‌های نظامی به منظور رسیدن به اهداف راهبردی مطلوب اتخاذ می‌کنند.
برابر انگلیسی واژهٔ راهبرد که در فارسی نیز کاربر زیادی دارد واژهٔ «استراتژی» است. این واژه از ریشهٔ یونانی استراتیگوس (strategos) گرفته شده و نخستین بار در سدهٔ ۱۸ میلادی در معنای «هنر ژنرال» یا «هنر سازماندهی» یگان‌ها مورد استفاده قرار گرفته‌است. راهبرد نظامی شامل طرح‌ریزی و هدایت لشکرکشی‌ها، تحرک و استقرار نیروها و فریب دشمن است.
کارل فون کلاوزویتس که ملقب به پدر مطالعات راهبردی نوین است راهبرد نظامی را «به‌کارگیری نبردها در جهت کسب پیروزی نهایی در جنگ» تعریف می‌کند. تعریفی که لیدل هارت از راهبرد نظامی ارائه می‌دهد تأکید کمتری بر نبرد دارد: «راهبرد نظامی هنر توزیع و به‌کارگیری توانایی‌های نظامی به منظور برآوردن کامل اهداف راهبرد است.»
با این حال هر دو نفر، اهداف سیاسی را مقدم بر اهداف نظامی می‌دانند و به این شکل خواهان کنترل نظام به دست افراد غیرنظامی هستند.

## مقدمات اصولی
راهبرد نظامی، طرح‌ریزی و اجرای رقابت بین گروه‌های مسلح بسیار بزرگ متخاصم است. در راهبرد نظامی دو طرف می‌کوشند تا با استفاده از منابع دیپلماتیک، اطلاعاتی، نظامی و اقتصادی در برابر منابع دشمن به سیادت نظامی برسند یا تمایل دشمن به جنگ را کاهش دهند.
راهبرد نظامی ابزار عمده‌ای است که می‌تواند منافع ملی را تأمین کند. راهبرد نظامی نوین توسط علوم نظامی گسترش یافت. این مقوله شاخه‌ای از جنگ و سیاست خارجی به‌شمار می‌آید.
در مقام مقایسه باید یادآور شد، راهبرد کلان راهبرد بزرگترین سازمان‌ها نظیر دولت ملت‌ها، کنفدراسیون‌ها یا ائتلاف‌های بین‌الملی است. همچنین راهبرد نظامی از لحاظ وسعت حوزهٔ نظری بزرگتر از تاکتیک نظامی است که هدفش استقرار و تحرک یگان‌ها در زمین یا دریا است.

## سابقه
در سدهٔ ۱۹ میلادی راهبرد نظامی را همچنان به عنوان یکی از اجزای سه‌گانهٔ «هنرها» یا «علوم» که جنگ‌ها را هدایت می‌کردند می‌شناختند؛ دیگر اجزاء شامل تاکتیک یا اجرای طرح‌ها و تحرکات نیروها در نبرد و لجستیک یا پشتیبانی از یک ارتش بود. این دیدگاه از دوران روم باستان تا آن زمان پابرجا مانده بود و مرز بین استراتژی و تاکتیک تا حدودی تاریک گشته و گهگاه دسته‌بندی یک تصمیم نظامی بر اساس نظرات افراد مختلف تفاوت می‌کرد. کارنوت در زمان جنگ‌های انقلابی فرانسه معتقد بود که راهبرد نظامی تنها شامل تمرکز یگان‌ها است.
راهبرد و تاکتیک از لحاظ معنای کاربردی ارتباط تنگاتنگی با هم دارند. هر دوی آن‌ها با مسافت، زمان و نیرو سر و کار دارند اما راهبرد، این مفاهیم را در حوزه‌ای گسترده‌تر بررسی کرده، می‌تواند تا چندین سال ادامه یابد و حالتی اجتماعی دارد ولی حوزهٔ تاکتیک، کوچکتر است و شامل تحرک عناصر کمتری در طول چند ساعت یا چند هفته می‌شود.
راهبرد در اصل به عنوان پیش‌درآمد یک نبرد تلقی می‌شد در حالی که تاکتیک را به عنوان مجری راهبرد می‌شناختند. به هر حال در جنگ‌های جهانی سده ۲۰ میلادی تمایز میان تحرک و نبرد، راهبرد و تاکتیک به کمک فن‌آوری و حمل و نقل روشن‌تر شد. تاکتیک که زمانی در حوزهٔ فعالیت یک گروهان سواره‌نظام تعریف می‌شد، در این سده برای یک ارتش زرهی به کار رفت.
غالباً این‌طور گفته می‌شود که اهدافی را که باید در یک لشکرکشی نظامی به دست آیند توسط راهبرد تعیین می‌شوند در حالی که شیوه‌های رسیدن به این اهداف توسط تاکتیک مشخص می‌شوند. اهداف راهبردی می‌توانند شامل تصمیماتی چون «ما می‌خواهیم ناحیهٔ الف را اشغال کنیم» یا «ما می‌خواهیم گسترش تجارت کشور ب را در زمینهٔ محصولات ج متوقف کنیم» باشند؛ اما تصمیمات تاکتیکی می‌توانند شامل جملات یک تیمسار همچون «ما می‌خواهیم این کار را با حمله‌ای دریایی به شمال کشور الف انجام دهیم»، «ما می‌خواهیم بنادر کشور ب را محاصره کنیم» تا جملات خاص‌تری نظیر «دستهٔ ج حمله می‌کند و دستهٔ د پوشش آتش ایجاد می‌کند» را شامل شوند.
راهبرد در ناب‌ترین شکل ممکن، تنها با مسائل نظامی سر و کار داشت. در جوامع پیشین، یک شاه یا رهبر سیاسی غالباً فرماندهٔ نظامی نیز به‌شمار می‌رفت. اگر این‌طور نمی‌بود فاصلهٔ بین فرماندهٔ نظامی و سیاسی کم می‌شد و فرمانده نظامی قدرت زیادی پیدا می‌کرد. اما در طول زمان که احساس نیاز به ارتش حرفه‌ای بیشتر شد، مرز بین سیاستمداران و نظامیان بیشتر شد. در بسیاری از مواقع لزوم جدایی بین این دو به‌طور صریح اعلام می‌شد.
ژرژ کلمانسو سیاستمدار فرانسوی گفته‌است: «جنگ موضوعی جدی تر از آن است که بتوان آن را به مردان نظامی سپرد.» این عقیده موجب رشد راهبرد کلان شد که هدفش مدیریت منابع کل ملت به منظور هدایت جنگ بود.
در محیط راهبرد کلان، مسائل نظامی به راهبرد عملیاتی تنزل می‌یابند: طرح‌ریزی و کنترل یگان‌های نظامی بزرگ در حد سپاه و لشکر. هم‌زمان با افزایش تعداد نفرات ارتش‌ها و توسعهٔ فن‌آوری‌های ارتباطی و کنترلی، تفاوت بین «راهبرد نظامی» و «راهبرد کلان» روشنتر می‌شد.
دیپلماسی اصل مهم راهبرد کلان است که از طریق آن یک ملت می‌تواند با ملل دیگر ائتلاف ایجاد کند یا ملت دیگری را برای تسلیم شدن تحت فشار قرار دهد تا بدون توسل به جنگ به پیروزی برسد. یکی دیگر از اصول راهبرد کلان، مدیریت صلح پساجنگ است.
بنا بر گفتهٔ کلاسویتز، یک راهبرد نظامی موفق ممکن است راهی به سوی پایان باشد اما خودش به پایان نمی‌رسد. نمونه‌های زیادی در تاریخ وجود دارند که نشان می‌دهند پیروزی نظامی در میدان نبرد منتج به صلح طولانی‌مدت، امنیت یا آرامش نشده‌است.

## اصول

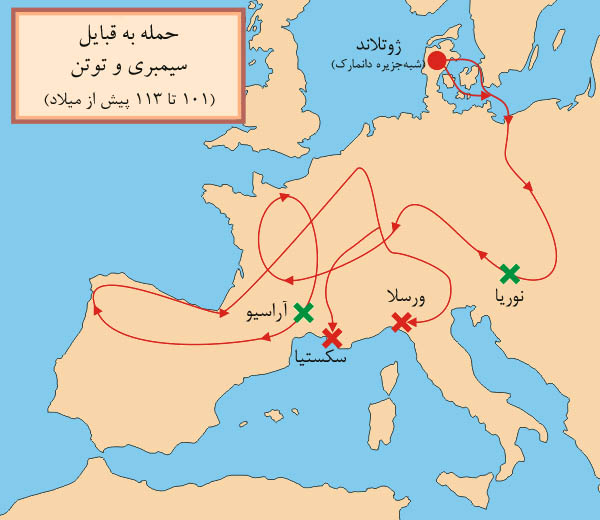
راهبرد نظامی در قالب مانورهایی که قبایل سیمبری و توتن در حدود سال ۱۰۰ پیش از میلاد در برابر رومی‌ها به کار بستند.

در طول تاریخ بسیاری از راهبردپردازان (استراتژیست‌ها) کوشیده‌اند تا یک راهبرد موفق را در مجموعه‌ای از اصول جمع کنند. سون تزو ۱۳ اصل را در کتاب خود به نام هنر جنگ معرفی کرده در حالی که ناپلئون ۱۱۵ اصل را بیان نموده‌است.
یکی از تیمسارهای مشهور زمان جنگ داخلی آمریکا به نام ناتان بدفورد فارست تنها به یک اصل باور داشت: «اول رسیدن به هدف با بیشترین تعداد افراد» (رسیدن به هدف پیش از همه و بیش از همه) مفاهیمی که در دستورالعمل نیروی زمینی ارتش ایالات متحده (شماره FM-3-0) به عنوان اصول عملیات‌های نظامی (بخش‌های ۳۲–۴ تا ۳۹–۴) آورده شده‌اند عبارتند از:
1. هدف (تمام عملیات نظامی را به سوی یک هدف روشن، قاطع و نائل‌شدنی هدایت کنید)
2. آفند (هدف را تصرف کرده، نگاه دارید و از آن بهره‌برداری کنید)
3. تمرکز نیرو (نیروی جنگ را در زمان و مکان مناسب متمرکز کنید)
4. بهره‌وری نیرو (حداقل نیروی ممکن را برای مسائل ثانویه صرف کنید)
5. تحرک (دشمن را با اجرای انعطاف‌پذیر نیروی جنگی در موقعیتی نامساعد قرار دهید)
6. وحدت فرماندهی (در مورد هر نوع هدفی از وحدت فعالیت‌ها تحت یک فرمانده مسئول اطمینان حاصل کنید)
7. امنیت (هرگز به دشمن اجازه ندهید که به یک برتری غیرمنتظره دست یابد)
8. غافلگیری (به دشمن در زمان و مکان یا حالتی که انتظارش را ندارد یورش ببرید)
9. سادگی (نقشه‌های روشن و ساده آماده کنید و دستورات واضح و مختصر بدهید تا همگان آن‌ها را بفهمند)

برخی از راهبردارها بر این باورند که پایبندی به اصول اولیه ضامن پیروزی در جنگ خواهد بود اما برخی دیگر بر این باور هستند که جنگ غیرقابل پیش‌بینی است و فرمانده باید در تنظیم راهبرد انعطاف داشته باشد. ژنرال هلموت فون مولتکه (بزرگتر) راهبرد را به صورت سامانه‌ای مبتنی بر «مصالح موردی» تعریف کرده‌است که طبق آن فرمانده باید تحت فشار دستورات مفید صادر کند. با وجود پیشرفت فناوری اصول اساسی راهبرد نظامی تا به حال تغییری نکرده‌است.
راهبرد (و تاکتیک) باید در پاسخ به پیشرفت‌های فناوری به‌طور مداوم متحول شوند. یک راهبرد موفق که در یک عصر خاص مورد توجه بسیار قرار داشته‌است، حتی در صورتی که پیشرفت‌های جدید در اسلحه‌سازی و تجهیزات باعث منسوخ شدن آن شده باشند، همچنان پرطرفدار باقی می‌ماند.
طرف‌های درگیر در جنگ جهانی اول و تا حد زیادی در جنگ داخلی آمریکا، تاکتیک‌های ناپلئونی «حمله به هر قیمت» را در مقابل نیروی دفاعی سنگرها، مسلسل‌ها و سیم‌های خاردار به کار گرفتند. فرانسه بنابر تجربه‌ای که از جنگ جهانی اول اندوخته بود تصمیم گرفت با دکترین نظامی کاملاً دفاعی وارد جنگ جهانی دوم شود. به همین دلیل نیز حصاری دفاعی به نام خط ماگینوت در طول مرز شرقی خود ایجاد کرد که به گمان دولتمردان این کشور «رسوخ‌ناپذیر» بود. اما این خط دفاعی، حریفِ حملهٔ رعدآسای آلمانی‌ها نشد.

## پیشرفت

### راهبردهای نظامی اولیه
اصول راهبرد نظامی را می‌توان در آثار سون تزو و چاناکیا در سال ۵۰۰ پیش از میلاد یافت. در لشکرکشی‌های سردارانی چون اسکندر مقدونی، چاندراگوپتا مائوریا، هانیبال، کین شی هوانگ، جولیوس سزار، ژوگه لیانگ، خالد ابن ولید و به ویژه کوروش کبیر می‌توان شاهد طرج‌ریزی و تحرک راهبردی بود.
ماهان در مقدمهٔ کتاب خود به نام تأثیر قدرت دریایی بر تاریخ نشان داده‌است که رومی‌ها چگونه از قدرت دریایی خود برای قطع خطوط ارتباط دریایی هانیبال با کارتاژ استفاده کردند و به این ترتیب توانستند با استفاده از راهبرد ناوگان‌های دریایی، هانیبال را از سرزمین ایتالیا بیرون کنند بدون این که توسط لژیون‌های خود، وی را شکست دهند.
راهبردهای اولیه عبارت بودند از نابودی، فرسایش، جنگ فرسایشی، زمین سوخته، محاصره، نبرد پارتیزانی، فریب و عملیات دروغین. قوه ابتکار و مهارت تنها به نیروی خیال، سازگاری و فناوری محدود بود. راهبردارها به‌طور مداوم از فناوری رو به پیشرفت بهره‌برداری می‌کردند.
نیکولو ماکیاولی در سال ۱۵۲۰ (۸۹۸) در کتاب خود به نام هنر جنگ به رابطهٔ بین مردم و مسائل نظامی و تشکیل راهبرد کلان می‌پردازد. گوستافوس آدولفوس سوئدی در کتاب جنگ سی ساله نشان داد که استفاده از راهبرد عملیاتی پیشرفته موجب کسب پیروزی‌های متعدد در ناحیهٔ امپراتوری روم مقدس شده‌است.
تنها پس از سده ۱۸ میلادی بود که راهبرد نظامی در اروپا به‌طور جدی مورد مطالعه و بررسی قرار گرفت. فردریک کبیر در جنگ هفت ساله (۱۷۵۶-۱۷۶۳) (۱۱۳۴-۱۱۴۱) از راهبرد فرسایش (جنگ فرسایشی) برای مقابله با حریفان و محافظت از نیروهای پروسی خود سود برد.
فردریک که از تمام مرزهای خود مورد هجوم کشورهای فرانسه، اتریش، روسیه و سوئد قرار گرفته بود، از مرکزیت کشور خود استفاده کرد تا بتواند ارتش خود را در طول خطوط داخلی حرکت دهد و در هر زمان تنها بر یک کدام از این کشورها تمرکز کند. اگر هم نمی‌توانست به پیروزی دست یابد دست کم می‌توانست شکست را تا دستیابی به راه‌حل دیپلماتیک عقب بیندازد. «پیروزی» فردریک به این جهت اهمیت فوق‌العاده‌ای پیدا کرد که از «راهبرد هندسی» که بر خطوط مانور تأکید داشت سود می‌جست و همچنین بر آگاهی از عوارض زمین و تصرف نقاط قوت حیاتی مبتنی بود.

### چنگیزخان و مغولان

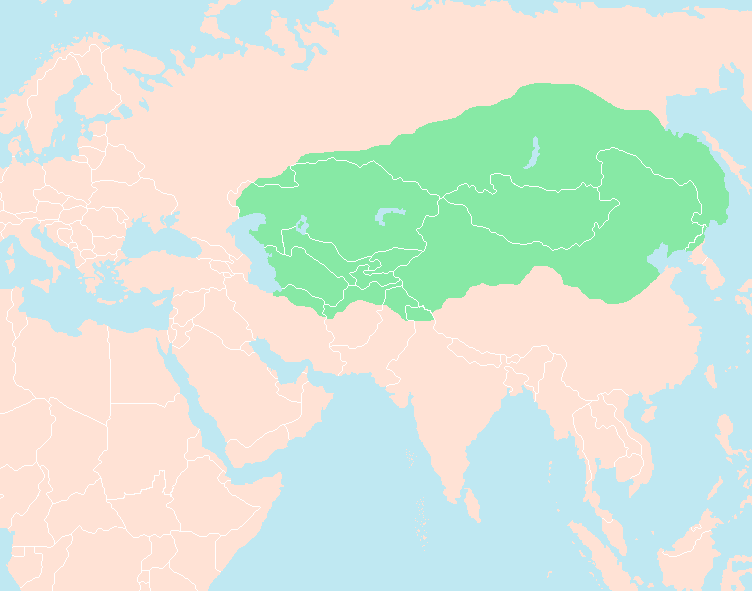
امپراتوری مغول در سال ۱۲۲۷ میلادی، هنگام مرگ چنگیزخان

چنگیزخان، امپراتور مغولان نمونهٔ خوبی در مقابل پیشرفت‌های اروپایی‌ها در هنر راهبرد نظامی است. موفقیت‌های چنگیزخان و جانشینانش مبتنی بر مانور و القای ترس بود. نکتهٔ کلیدی در راهبرد چنگیز عبارت بود از روانشناسی جمعیت مقابل. چنگیزخان و اخلاف او توانستند با اجرای دقیق و پی در پی این راهبرد، بخش اعظم اوراسیا را به زیر یوغ خود درآورند. ارتشِ موظف چنگیز بر کمانداران سواره قبایل، راهبرد زمین سوخته و همچنین گله‌های اسب فراوان مغولستان استوار بود. هر کماندار دست‌کم دارای یک اسب یدک بود؛ (به‌طور میانگین هر فرد دارای پنج اسب بود) به همین خاطر کل ارتش می‌توانست با سرعتی شگرف حرکت کند. همچنین از آن جا که شیر و خون اسب از اجزای اصلی غذای مغولان بودند، گله‌های اسب چنگیزخان نه تنها به عنوان ابزار حرکت بلکه به عنوان ذخیرهٔ لجستیکی وی نیز عمل می‌کردند. دیگر احتیاجات این ارتش با غارت و نابودی به دست می‌آمد. غارتگرانِ خان مغول به همراه خود چادر قابل حمل، همخوابه، قصاب و آشپز نیز می‌آوردند. ارتش‌های چین، ایران، اعراب و اروپای شرقی با مانور و حملات مکررِ مغولان آن قدر تحت فشار قرار می‌گرفتند تا در هم می‌شکستند و سپس در تعقیب و گریز نابود می‌شدند.
ارتش‌های دیگر در مقایسه با ارتش چنگیز بسیار سنگین و بی‌تحرک به نظر می‌رسیدند. تا سده ۲۰ میلادی هیچ ارتشی نتوانست به سرعت استقرار ارتش چنگیز برسد. هنگامی که ارتش مغول با شهری مستحکم برخورد می‌کرد، اصول مانور و سرعت ایجاب می‌کرد که شهر به سرعت تسلیم شود. در این‌جا شهرت وحشتناک مغولان به یاریشان می‌آمد تا فضای شهر را مملو از رعب و وحشت ساخته و آن را رام سازند.
جنگ‌های بیولوژیک اولیه نیز به همین شیوه عمل می‌کردند. از منجنیق‌ها و دیگر سلاح‌های پرتابی برای پرتاب جسد حیوانات و انسان‌های مرده به درون شهر استفاده می‌شد تا از این طریق بیماری‌هایی نظیر طاعون سیاه باعث بیماری و مرگ مردم شود. اگر شهر یا شهرستانی خان مغول را ناراحت می‌کرد، تمام مردم شهر کشته می‌شدند تا عبرتی برای دیگر شهرها شود. این مورد از اولین نمونه‌های جنگ روانی به‌شمار می‌رود.
توجه داشته باشید که حتی با توجه به فهرست موجز اصطلاحات راهبردی بالا می‌توان به این موضوع پی برد که راهبرد مغولان طوری طراحی شده بود که به سمت یک هدف (روانشناسی جمعیت مقابل) رهنمون باشد. این هدف از طریق آفند امکان‌پذیر می‌شد. آفندی که بر پایهٔ تمرکز نیروها، مانور، غافلگیری و سادگی استوار بود.